# Soma (drug)
Soma is de fictieve kunstmatige drug in de roman Brave New World van Aldous Huxley, die zijn gebruikers een roes van onbestemd geluk en vergeetachtigheid bezorgt. Het psychoactieve middel wordt van overheidswege kosteloos verstrekt. Het wordt normaliter geconsumeerd in tabletvorm en heeft geen bij-effecten op de korte termijn, maar langdurig gebruik leidt tot schade aan de luchtwegen en uiteindelijk de dood. In Brave New World wordt iedereen 61 jaar oud.
De werking wordt samengevat in een kinderrijmpje, dat kinderen op school leren:
| Was and will make me ill; I take a gramme and only am. | (Wat was en wat zal zijn maakt me ziek; Ik neem een gram soma en ben alleen nog maar.) |

De hallucinogene stof maakt het mogelijk dat mensen zich in volkomen tevredenheid schikken naar de mores die gelden voor hun kaste. Een van de hoofdpersonen in het boek, Bernard, die behoort tot de bovenste laag van de samenleving, overwint zijn verslaving met de gedachte dat hij liever zichzelf wil zijn in ongelukkige staat, dan een ander die gelukkig is ("I'd rather be myself. Myself and nasty. Not somebody else, however jolly."). De afhankelijkheid van de drug is ook een reden tot zorg in de maatschappij. Wanneer een dissident een grote opslagplaats vernietigt, ontstaat er een rel waarbij de politie de menigte moet kalmeren met somagas.
Brave New World werd meerdere malen in het Nederlands vertaald. De eerste bewerking, door John Kooy in 1934, was getiteld Het soma-paradijs.

## Soma in de oude wereld
Soma is ook een rituele drank die genoemd wordt in de Rig-Veda en andere heilige hindoegeschriften. De drank, die werd vereerd als een deva, zou de zintuigen aanscherpen en zo een betere waarneming bevorderen. Het Griekse woord σωμα of soma betekent "lichaam". In het Latijn betekent het "slaap".